# Arnold Viiding
Arnold Viiding (Estonia, 19 de marzo de 1911-20 de octubre de 2006) fue un atleta estonio especializado en la prueba de lanzamiento de peso, en la que consiguió ser campeón europeo en 1938.

## Carrera deportiva
En el Campeonato Europeo de Atletismo de 1934 ganó la medalla de oro en el lanzamiento de peso, con una marca de 15.19 metros, por delante del finlandés Risto Kuntsi (plata también con 15.19 metros) y del checoslovaco František Douda (bronce con 15.18 metros).